# 시흥 센트럴 푸르지오
시흥 센트럴 푸르지오(영어: Siheung Central Prugio)는 대한민국 경기도 시흥시 대야동 일원에 위치한 주상복합 아파트이며, 10개의 동으로 이루어져 있다. 세대 수는 2,003세대다.
대우건설이 재건축하여 신천역 사거리 근처에 건설한 주상복합 아파트이다. 저층 상가와 실내수영장 등의 시설을 갖추고 있다.

## 같이 보기
- 푸르지오
- 경기도의 마천루 목록
- 시흥시의 마천루 목록